# Молодёжное (Кировоградская область)
Молодёжное (укр. Молодіжне) — посёлок в Долинской городской общине Кропивницкого района Кировоградской области Украины Украины. Расположен на правом берегу реки Берёзовка.

## История
Посёлок возник в 1960 году, вскоре после начала строительства Долинского сахарного завода.
В 1981 году численность населения составляла 2,3 тыс. человек, здесь действовали сахарный завод, средняя школа, больница, Дом культуры и библиотека.
В январе 1989 года численность населения составляла 2187 человек.
По состоянию на 1 января 2013 года численность населения составляла 1319 человек.
До 2020 года поселок входил в состав Долинского района, после чего, в ходе административной реформы, был включен в состав осёлок в Долинской городской общины Кропивницкого района